# Onitis keniensis
Onitis keniensis là một loài bọ cánh cứng trong họ Bọ hung (Scarabaeidae).